# セント・アンドリュー教区 (セントビンセント・グレナディーン)
セント・アンドリュー教区（Saint Andrew Parish）は、セントビンセント・グレナディーンの行政教区。セントビンセント島南東部を管轄し、首都キングスタウンと隣接している。人口は15,371人（2015年推定）。
国勢調査区域はラユー、キングスタウン郊外が該当する。ただしラユー区はセント・パトリック教区と、キングスタウン郊外区はセント・ジョージ教区と一部重複する。

## 都市
セント・アンドリュー教区のすべての集落の一覧。
- カムデン・パーク (Campden Park, Camden Park、北緯13度10分21秒 西経061度14分29秒 / 北緯13.17250度 西経61.24139度)[5]
- チャウンシー（ドイツ語版） (Chauncey、北緯13度10分 西経061度14分 / 北緯13.167度 西経61.233度)
- クレア・バレー（英語版） (Clare Valley、北緯13度10分 西経061度15分 / 北緯13.167度 西経61.250度)
- セントビンセント・グレナディーン（ドイツ語版） (Dubois、北緯13度11分 西経061度14分 / 北緯13.183度 西経61.233度)
- エディンボロ（英語版） (Edinboro、北緯13度09分35秒 西経061度14分11秒 / 北緯13.15972度 西経61.23639度)[6]
- フランソワ（ドイツ語版） (Francois、北緯13度12分 西経061度13分 / 北緯13.200度 西経61.217度)
- リバティ・ロッジ（ドイツ語版） (Liberty Lodge、北緯13度09分57秒 西経061度13分54秒 / 北緯13.16583度 西経61.23167度)
- モントローズ（ドイツ語版） (Montrose、北緯13度10分 西経061度14分 / 北緯13.167度 西経61.233度)
- ペンブルック（ドイツ語版） (Pembroke、北緯13度11分 西経061度15分 / 北緯13.183度 西経61.250度)
- Questelles (北緯13度10分 西経061度14分 / 北緯13.167度 西経61.233度)
- リデンプション（ドイツ語版） (Redemption、北緯13度09分52秒 西経061度13分46秒 / 北緯13.16444度 西経61.22944度)
- バーモント (Vermont、北緯13度12分 西経061度13分 / 北緯13.200度 西経61.217度)

ここではアメリカ国家地理空間情報局（NGA）の分類に従ったが、地図によってはセント・パトリック教区のラユー（Layou）をセント・アンドリュー教区に含める場合がある。なおラユーをセント・アンドリュー教区の行政中心地とするのは誤りとされる（同国の行政教区には公式な行政中心地が存在しない）。